# Arâches-la-Frasse
Arâches-la-Frasse – miejscowość i gmina we Francji, w regionie Owernia-Rodan-Alpy, w departamencie Górna Sabaudia.
Według danych na rok 1990 gminę zamieszkiwały 1383 osoby, a gęstość zaludnienia wynosiła 37 osób/km² (wśród 2880 gmin regionu Rodan-Alpy Arâches-la-Frasse plasuje się na 610. miejscu pod względem liczby ludności, natomiast pod względem powierzchni na miejscu 131.).